# Björkby-Kyrkvikens naturreservat
Björkby-Kyrkvikens naturreservat är ett naturreservat i Vallentuna kommun i Stockholms län.
Området är naturskyddat sedan 1990 och är 100 hektar stort. Reservatet omfattar norra delen av Kyrkviken och mark norr därom fram till Vallentuna kyrka och bebyggelsen i Vallentuna tätort. Reservatet består av odlad mark och ängsmark med ädellövträd. 

## Bildgalleri

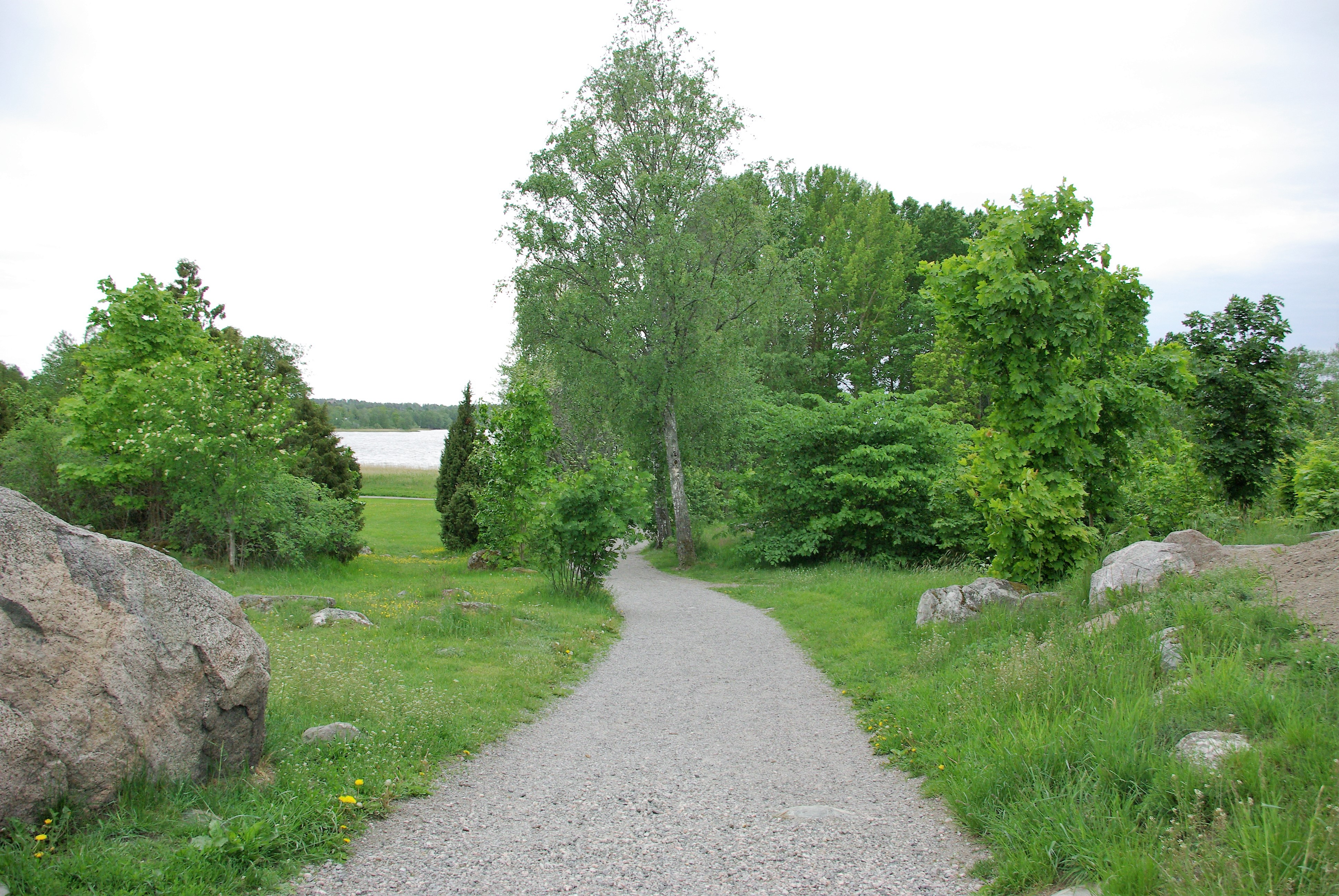
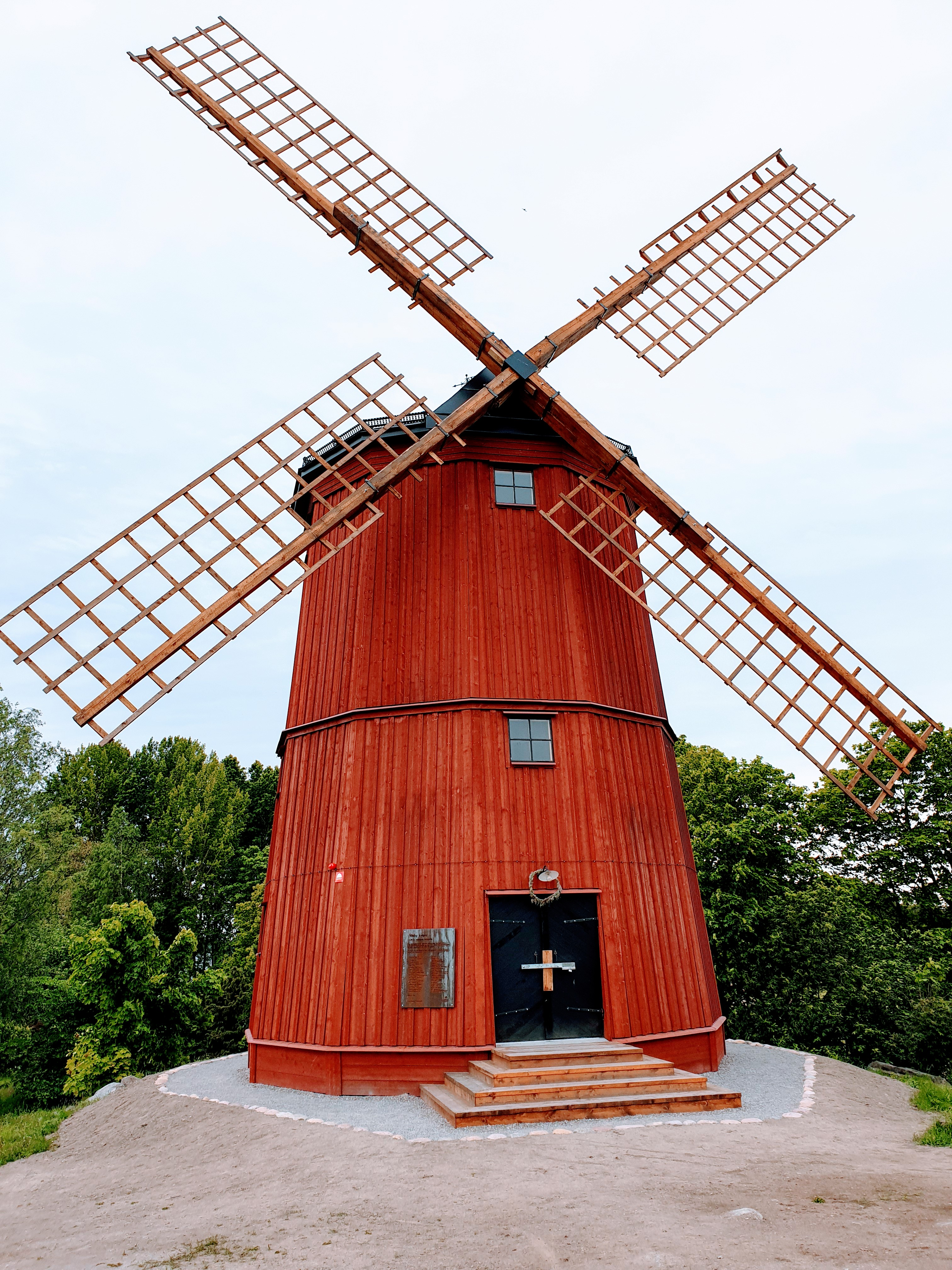
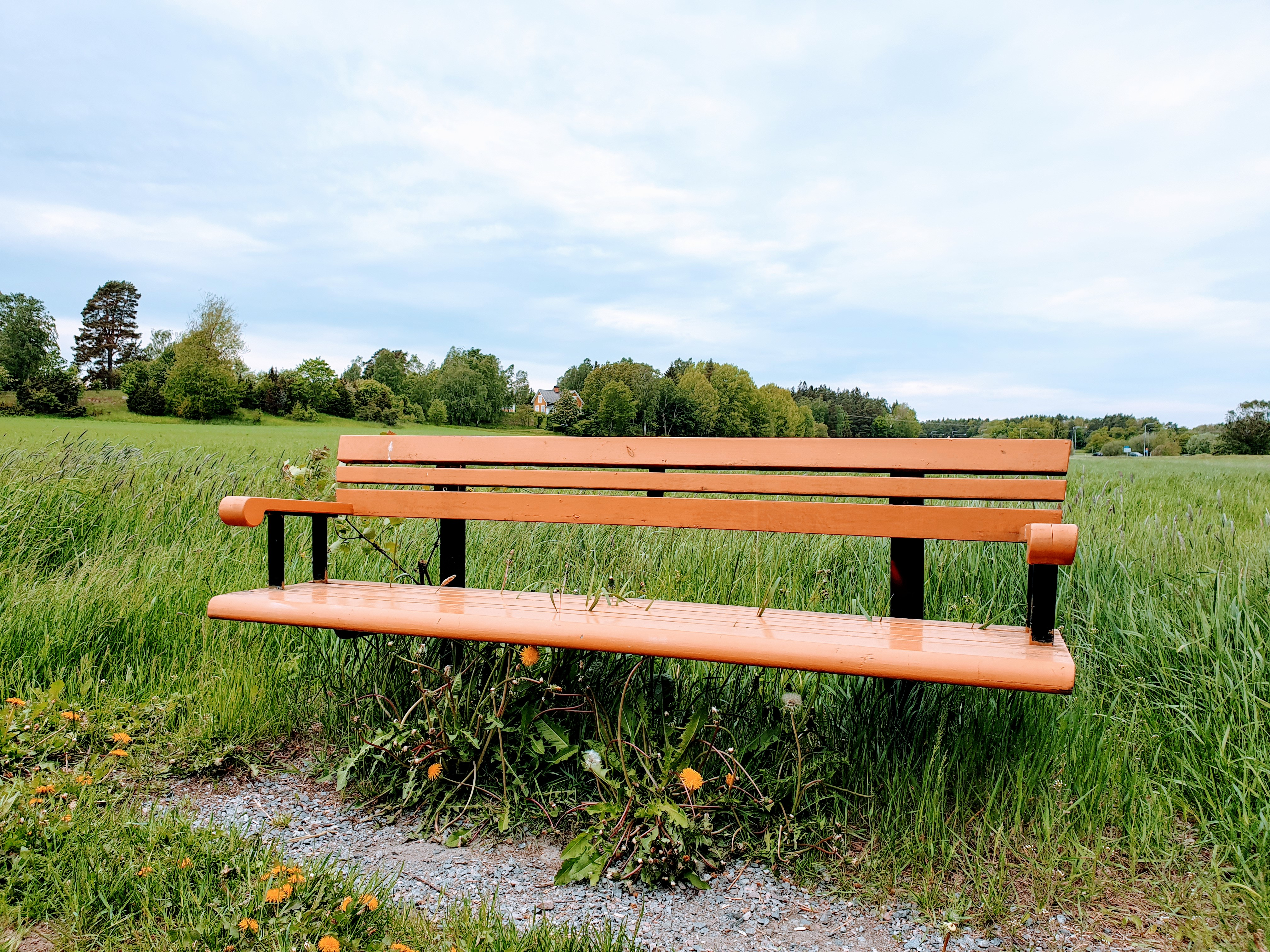